# Erick Perleche
Erick Anthony Perleche Cruzado (Distrito de José Leonardo Ortiz, Provincia de Chiclayo, Departamento de Lambayeque, Perú, 15 de agosto de 2000) es un futbolista peruano que se desempeña como lateral derecho en el Deportivo Garcilaso de la Primera División del Perú.

## Trayectoria

### Inicios y Juan Aurich Pastor
Perleche salió campeón macroregional con el Colegio Deportivo Adeu de su natal Chiclayo y también tuvo formación deportiva en la Academia Cantolao, donde inició su carrera en menores como lateral y posteriormente llegó al Juan Aurich Pastor, club donde el profesor Cesar Sánchez lo convirtió a volante por derecha o por izquierda. Incluso en 2017, con Juan Aurich Pastor participó en la Copa Perú 2017, haciendo su debut en el fútbol. Con Aurich Pastor llegó a la segunda ronda (también llamada octavos de final) de la etapa nacional como titular, anotando un gol a Sport El Tablazo en el proceso.

### Pirata
En 2018, Perleche llegó al Molinos el Pirata, también de Copa Perú siendo nuevamente dirigido por César Sánchez inicialmente. Con los Piratas también tuvo bastante regularidad saliendo campeón de la Liga Distrital de José Leonardo Ortiz, etapa en la que marcó varios goles, además de salir subcampeón de la Liga Provincial de Chiclayo y nuevamente campeón de la Liga Departamental de Lambayeque. Eventualmente, fue parte del equipo que salió campeón de la Copa Perú 2018, logrando el ascenso con Pirata a la Primera División del Perú por primera vez en su historia. En la finalísima del torneo, Perleche incluso marcó dos de los tantos con los que Molinos el Pirata goleó 6-0 al Unión Deportivo Ascensión.
Para afrontar la Liga 1 2019, Perleche fue uno de los seis futbolistas del plantel campeón que se mantuvieron en el equipo para disputar la primera división. El 18 de febrero de 2019 debutó en la máxima categoría, jugando como titular en la primera victoria de Pirata en la Liga 1 tras vencer por 2-1 a Real Garcilaso. Aunque tuvo bastante tiempo de juego, terminó perdiendo el puesto de titular en el mediocampo y no pudo evitar el descenso de su equipo a la Liga 2.

### Cienciano
El 8 de diciembre de 2019, el Cienciano, que volvió a la primera división, anunció el fichaje de Perleche para la temporada 2020. En el 2021 logra clasificar a la Copa Sudamericana 2022.

## Selección nacional
En mayo de 2019, fue convocado a la selección sub-23 de Perú por Nolberto Solano para el segundo microciclo con miras a los Juegos Panamericanos de 2019, sin embargo no llegó a entrar en la lista final.

## Estadísticas

### Clubes
Actualizado al último partido disputado el 22 de octubre de 2023.
| Juan Aurich Pastor · Perú | 3.ª           | 2017          | 9   | 1  | — | — | — | — | 9   | 1  |
| Juan Aurich Pastor · Perú | Total club    | Total club    | 9   | 1  | 0 | 0 | 0 | 0 | 9   | 1  |
| Pirata · Perú | 3.ª           | 2018          | 17  | 9  | — | — | — | — | 17  | 9  |
| Pirata · Perú | 1.ª           | 2019          | 25  | 0  | 3 | 0 | 0 | 0 | 28  | 0  |
| Pirata · Perú | Total club    | Total club    | 42  | 9  | 3 | 0 | 0 | 0 | 45  | 9  |
| Cienciano · Perú | 1.ª           | 2020          | 19  | 0  | — | — | — | — | 19  | 0  |
| Cienciano · Perú | 1.ª           | 2021          | 22  | 0  | 1 | 0 | — | — | 23  | 0  |
| Cienciano · Perú | 1.ª           | 2022          | 18  | 0  | — | — | 0 | 0 | 18  | 0  |
| Cienciano · Perú | Total club    | Total club    | 59  | 0  | 1 | 0 | 0 | 0 | 60  | 0  |
| Carlos A. Mannucci · Perú | 1.ª           | 2023          | 23  | 0  | — | — | — | — | 23  | 0  |
| Carlos A. Mannucci · Perú | Total club    | Total club    | 23  | 0  | 0 | 0 | 0 | 0 | 23  | 0  |
| Total carrera | Total carrera | Total carrera | 133 | 10 | 4 | 0 | 0 | 0 | 137 | 10 |
| (1)Solo se tienen datos de la etapa nacional en la Copa Perú 2017. No se tienen datos completos de la Copa Perú 2018. (2)Incluye datos de la Copa Bicentenario (2019 y 2021). (3)Incluye datos de la Copa Sudamericana (2022) |               |               |     |    |   |   |   |   |     |    |

## Palmarés

### Títulos nacionales
| Título    | Club         | País | Año  |
| --------- | ------------ | ---- | ---- |
| Copa Perú | Pirata F. C. | Perú | 2018 |

### Torneos regionales
- 2 Ligas Departamentales de Lambayeque: 2017 y 2018
- 1 Liga Provincial de Ferreñafe: 2017
- 1 Liga Distrital de José Leonardo Ortiz: 2018
- 1 Liga Distrital de Pítipo: 2017
- 1 Subcampeonato Liga Provincial de Chiclayo: 2018